# Selles-sur-Cher (kaas)
De Selles-sur-Cher AOP is een Franse blauwschimmelkaas, gemaakt in de vallei van de Cher (rivier). In tegenstelling tot kazen als Roquefort, waar de schimmel op kunstmatige wijze in de kaas wordt ingebracht, heeft de Selles-sur-Cher blauwe schimmels aan de buitenkant die op natuurlijke wijze zijn ontstaan, bevorderd door gezouten houtskool.
De kaas is een van de 44 Franse kazen met een beschermde oorsprongsbenaming (in het Frans afgekort als AOP).

## Beschrijving
Het kaasje is wit en stevig van binnen en heeft een diepblauwe-zwarte korst, afkomstig van de verpoederde houtskool die gedurende het productieproces op de buitenkant van de kaas gestrooid wordt. Op de houtskool bevindt zich een blauwgrijze schimmel. Het oppervlak is bobbelig en de korst is droog. De kaas kan inclusief de korst gegeten worden, de korst draagt bij aan het eigen karakter van de kaas. De vorm is cilindrisch, maar afgeknot. De kaas heeft het aroma van geitenmelk en kelderschimmel. De smaak is iets zuur en zout, en een beetje zoet met een lichte hazelnootsmaak. Hij is geschikt voor de kaasplank, in salades en om te grillen.

## Geschiedenis
De oorsprong van de kaas ligt ver terug in de historie, de Saracenen introduceerden destijds de geit in de regio, maar ook de receptuur voor het maken van de geitenkaas. De arme (kalk-)gronden van de regio maakten dat de geitenhouderij zich in deze regio definitief zou vestigen.
De Selles sur Cher heeft sinds 1975 het AOC-keurmerk. De kaas dankt zijn naam aan het gelijknamige dorp, waaromheen destijds de bereiding van en de handel in de kaas gecentreerd was. 

## Productie
De Selles-sur-Cher wordt gemaakt van volle melk van de Saanengeit of de Alpinnegeit. De melk wordt langzaam gestremd met voornamelijk melkzuur en een kleine hoeveelheid stremsel. In de geperforeerde vormen gedaan moet de kaas nog uitlekken. De wrongel wordt niet gesneden en met een lepel gegoten, waardoor de kaas z’n oorspronkelijke textuur houdt.
Na het uit de vorm halen wordt de kaas gezouten en te drogen gezet. Men gebruikt grof zout vermengd met houtskoolas, om de afvoer van de wei en de houdbaarheid te bevorderen. Vervolgens zal de kaas te rijpen gezet worden voor minimaal 10 dagen (geteld vanaf het moment van stremmen van de kaas), tot maximaal vier weken.
De kaas wordt het hele jaar door cooperative of industrieel geproduceerd. De fermier alleen in het voor- en najaar. Er wordt jaarlijks bijna 1000 ton geproduceerd.